# Charles Simeon
Charles Simeon (24 de septiembre de 1759 - 13 de noviembre de 1836) fue un clérigo anglicano evangélico inglés.

## Vida y carrera
Nació en Reading, Berkshire, en 1759 y fue bautizado en la iglesia parroquial de San Lorenzo el 24 de octubre de ese año. Era el cuarto y más joven hijo de Richard Simeon (fallecido en 1784) y Elizabeth Hutton. Su hermano mayor, llamado Richard como su padre, falleció temprano. Su segundo hermano, John, se dedicó a la profesión legal, se convirtió en diputado y recibió un título de baronet. El tercer hermano, Edward Simeon, fue director del Banco de Inglaterra.
Simeon fue educado en el Colegio Eton y en el King's College de Cambridge. Como estudiante en King's desde 1779, criado en la tradición de la iglesia alta, leyó "El Deber Completo del Hombre" y luego una obra de Thomas Wilson sobre el sacramento, y al tomar la comunión en Pascua experimentó una conversión cristiana. En 1782 se convirtió en miembro del King's College y fue ordenado diácono. Se graduó de bachiller en 1783 y, en el mismo año, fue ordenado sacerdote de la Iglesia de Inglaterra. Comenzó su ministerio como ayudante de Christopher Atkinson (1754-1795) en San Eduardo Rey y Mártir, Cambridge. Atkinson lo presentó a John Venn y Simeon luego conoció a Henry Venn, confirmando sus puntos de vista evangélicos y calvinistas.
Simeon recibió el cargo de la Iglesia de la Santísima Trinidad en Cambridge en 1783. El nombramiento, técnicamente un vicariato, siguió a la muerte del reverendo Henry Therond. El padre de Simeon intervino con James Yorke, el Obispo de Ely, y fue designado, con menos de 23 años, como vicario a cargo por el obispo. Al principio no fue popular y, de hecho, la congregación habría preferido a John Hammond (fallecido en 1830), que había sido vicario allí y se convirtió en predicador. Los servicios fueron interrumpidos y fue insultado en las calles.Simeon permaneció allí el resto de su vida, eventualmente con una iglesia llena de fieles.
Simeon murió soltero el 13 de noviembre de 1836 y fue enterrado el 19 de noviembre en la Capilla del King's College, Cambridge. Su memorial, realizado por Humphrey Hopper en la Santísima Trinidad de Cambridge, fue descrito por el crítico de arquitectura Nikolaus Pevsner como un "epitafio en formas góticas".

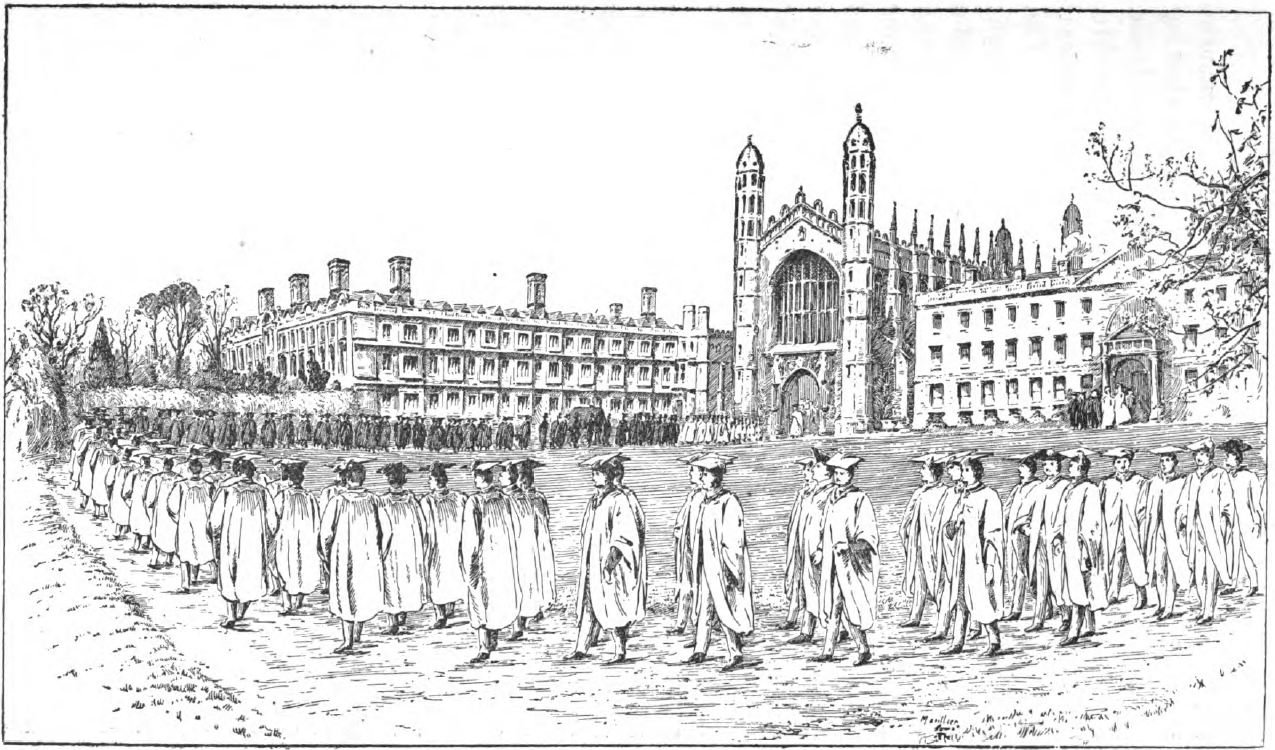
El funeral de Simeón en King's College, Cambridge, el 19 de noviembre de 1836, de Memorias de un corista de King's College (1899)

## Influencia
Simeon ganó influencia entre los estudiantes universitarios. Se convirtió en líder entre los eclesiásticos evangélicos y fue uno de los fundadores de la Sociedad Misionera de la Iglesia en 1799. También ayudó a fundar la Sociedad de Londres para la Promoción del Cristianismo entre los Judíos (ahora conocida como el Ministerio de la Iglesia entre el Pueblo Judío o CMJ) en 1809, y actuó como asesor de la Compañía Británica de las Indias Orientales en la elección de capellanes para la India.
Según el historiador Thomas Macaulay, "la autoridad e influencia de Simeon ... se extendieron desde Cambridge hasta los rincones más remotos de Inglaterra ... su verdadero dominio en la Iglesia era mucho mayor que el de cualquier primado".

## Obras
En 1792, Simeon leyó "Ensayo sobre la Composición de un Sermón" del ministro reformado francés Jean Claude. Simeon encontró que sus principios eran idénticos y utilizó el ensayo como base para sus conferencias sobre composición de sermones. El ensayo de Claude también inspiró a Simeon a dejar clara su propia posición teológica. Publicó cientos de sermones y esquemas de sermones (llamados "esqueletos de sermones"), aún en impresión, que para algunos eran una invitación al plagio clerical. Su obra principal es un comentario sobre toda la Biblia, titulado Horae Homileticae (Londres).

## Legado
Simeon es recordado en la Iglesia de Inglaterra con un festival menor y en la Iglesia Anglicana de Canadá con una Conmemoración el 13 de noviembre. Se conmemora en la Iglesia Episcopal de los Estados Unidos con una Fiesta Menor el 12 de noviembre.
Estableció un fideicomiso con el propósito de adquirir patronato eclesiástico para perpetuar el clero evangélico en las parroquias de la Iglesia de Inglaterra. Surgió a partir del legado de John Thornton, quien falleció en 1813, de diez presentaciones, dejadas en fideicomiso, del cual Simeon era uno de los fiduciarios. Simeon amplió el grupo de beneficios eclesiásticos con dinero que había heredado. Los Fideicomisarios de Simeon, del llamado Fondo Simeon, son responsables del patronato (o una parte del patronato) en más de 160 parroquias de la Iglesia de Inglaterra.
También existe un Fideicomiso Charles Simeon, fundado en 2001, y el Instituto Charles Simeon, establecido en 2014, que operan en los Estados Unidos y Canadá.